# Libório Pereira

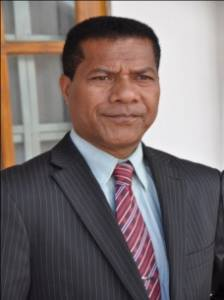
Libório Pereira

Libório Pereira ist ein osttimoresischer Beamter.

## Werdegang
Pereira trat 1991 in den Öffentlichen Dienst ein als Professor an der Technischen Schule Dili. Zur Zeit der Übergangsverwaltung der Vereinten Nationen für Osttimor (UNTAET) arbeitete er als Übersetzer für das australische Militär und die Weltbank. 2000 war er der erste Osttimorese, der von der Übergangsverwaltung der Vereinten Nationen für Osttimor (UNTAET) unbefristet eingestellt wurde. Der damals 37-Jährige wurde vom Leiter Sérgio Vieira de Mello am 2. August vereidigt. Pereira war aus 32 Bewerbern ausgewählt worden. Er war dem damaligen Sekretäriat der Kommission des öffentlichen Dienstes unterstellt, wo er bis auf weiteres als Senior Recruitment Officer für Regierungsaufgaben und öffentliche Verwaltung zuständig war.
Mit Einrichtung des Ministeriums für Staatsadministration 2005 wurde Pereira Nationaldirektor des Öffentlichen Dienstes. 2008 folgte die Ernennung zum Generaldirektor des Sekretariats zur Gründung einer Kommission des öffentlichen Dienstes Am 14. August 2009 wurde Pereira von der Regierung Osttimors zum Kommissar und Präsidenten der neugegründeten Comissão da Função Pública (nicht identisch mit der gleichnamigen Kommission unter der UNTAET) ernannt. Dieses Amt hatte er bis 2015 inne. Dann wurde er am 29. Mai von Faustino Cardoso Gomes abgelöst.
Am 15. März 2016 folgte durch den Ministerrat die Ernennung zum Executive Director der Agentur für Kooperation Osttimors (ACT-L) für eine dreijährige Amtszeit. Die Amtszeit wurde verlängert, doch am 2. Dezember 2020 wurde Pereira von der Polizei verhaftet. Ihm wurde Wirtschaftskriminalität vorgeworfen.